# El Molí (Abella de la Conca)

El Molí, respecte del terme d'Abella de la Conca

El Molí és una petita partida rural del terme municipal d'Abella de la Conca, a la comarca del Pallars Jussà.
Està situada a l'est de la vila d'Abella de la Conca, a la dreta del riu d'Abella, a prop del Molí d'Abella.
Comprèn les parcel·les 135 a 140 i 420 del polígon 2 d'Abella de la Conca; consta de 3,9114 hectàrees amb predomini de pinedes, pastures, zones de matolls i de bosquina, però amb alguns conreus de secà.

## Etimologia
La partida pren el nom del Molí d'Abella. Es tracta, així, doncs, d'un topònim romànic modern, de caràcter descriptiu.